# 斉藤橋
斉藤橋（さいとうばし）とは、熊本県熊本市の江津湖にかかる橋。橋の脇道から水前寺江津湖公園に入る事ができる。

## 歴史
地主で画図村村長だった斉藤清房が私財を投じて建築した。1929年（昭和4年）6月16日に渡り初めが行われている。当時は木の橋だった。現在は、江津斉藤橋として国道57号の一部となっている。